# Zygmunt Prokop
Zygmunt Prokop (ur. 1953) – polski koszykarz, występujący na pozycjach obrońcy lub  skrzydłowego, reprezentant Polski, medalista mistrzostw Polski.

## Osiągnięcia

### Zawodnicze
- Brązowy medalista mistrzostw Polski (1976)
- Zdobywca pucharu Polski (1969, 1975)
- Finalista pucharu Polski (1976, 1981)
- Awans do najwyższej klasy rozgrywkowej z Legią Warszawa (1978)

### Reprezentacja
- Uczestnik mistrzostw Europy U–18 (1972 – 10. miejsce)